# Opius schildi
Opius schildi är en stekelart som beskrevs av Fischer 1964. Opius schildi ingår i släktet Opius och familjen bracksteklar. Inga underarter finns listade i Catalogue of Life.